# Englische Cricket-Nationalmannschaft in Neuseeland in der Saison 1970/71
Die Tour der englischen Cricket-Nationalmannschaft nach Neuseeland in der Saison 1970/71 fand vom 25. Februar bis zum 8. März 1971 statt. Die internationale Cricket-Tour war Bestandteil der Internationalen Cricket-Saison 1970/71 und umfasste zwei Tests. England gewann die Serie 1–0.

## Vorgeschichte
England spielte zuvor eine Tour in Australien, für Neuseeland war es die erste Tour der Saison.
Das letzte Aufeinandertreffen der beiden Mannschaften bei einer Tour fand in der Saison 1969 in England statt.

## Stadien
Die folgenden Stadien wurden für die Tour als Austragungsort vorgesehen.
| Stadion        | Stadt        | Kapazität | Spiele  |
| -------------- | ------------ | --------- | ------- |
| Eden Park      | Auckland     | 50.000    | 2. Test |
| Lancaster Park | Christchurch | 38.628    | 1. Test |

## Kaderlisten
| Test | Test |
| Neuseeland | England |
| --- | --- |
| - Graham Dowling (K) - Mark Burgess - Richard Collinge - Bevan Congdon - Bob Cunis - Hedley Howarth - Ross Morgan - Bruce Murray - Vic Pollard - Mike Shrimpton - Glenn Turner - Ken Wadsworth (wk) - Murray Webb | - Ray Illingworth (K) - Colin Cowdrey - Basil D’Oliveira - John Edrich - Keith Fletcher - John Hampshire - Alan Knott (wk) - Peter Lever - Brian Luckhurst - Ken Shuttleworth - Bob Taylor (wk) - Derek Underwood - Bob Willis - Don Wilson |

## Tests

### Erster Test in Auckland
| 25. Februar – 1. März Scorecard | Christchurch (LP) | Neuseeland 65 (37.6) & 254 (97.3) | – | England 231 (67.5) & 89-2 (25) |
|                                 |                   | England gewinnt mit 8 Wickets     |   |                                |

Neuseeland gewann den Münzwurf und entschied sich als Schlagmannschaft zu beginnen.

### Zweiter Test in Christchurch
| 5. – 8. März Scorecard | Auckland | England 321 (72.6) & 237 (84.7) | – | Neuseeland 313-7d (106) & 40-0 (16) |
|                        |          | Remis                           |   |                                     |

Neuseeland gewann den Münzwurf und entschied sich als Feldmannschaft zu beginnen.